# Маар
Маарът е сравнително плитък, закръглен, взривен кратер с плоско дъно, с отдушник и без конус надолу. Представлява най-простата форма на вулканична дейност, с един вертикален проводящ канал, който се разширява в горната си част и обикновено е запълнен с късове от застинала лава и парчета от вместващите скали. Маарите са второто най-разпространено вуканично образувание на Земята, след шлаковите конуси.
Терминът е въведен в научната литература през 1819 г. от Йохан Щайнингер, учител от Трир, който посочва като пример маарите в планината Айфел, Германия.

## Описание
Маарите са фуниеобразни или цилиндрични отвори, врязани в земната повърхност. На дълбочина 400 – 500 м взривните тръби обиковено са запълнени с основна базалтова магма, а над нея – с брекчи, получени в резултат от формиращия взрив. Често достигат до водоносните пластове и затова понякога частично са запълнени с вода, която образува малки, кръгли езера, повтарящи формата на маара. Заобиколени са от пръстен изхвърлен вулканичен скален материал. Натрупванията от тефра са най-дебели в близост до маара и изтъняват с отдалечаването от него. Тъй като са сравнително малки, плитки депресии, те могат лесно да бъдат запълнени с утайки и да не бъдат разпознати като продукти на вулканична дейност.
Размерът на маарите зависи от продължителността и силата на взрива, който ги формира. Диаметърът им варира от 200 до 3500 м, а дълбочината – от 40 до 600 м. Първоначалната дълбочина се определя трудно, тъй като те често са запълнени с вода, с езерни отлагания или с продукти от последващи изригвания. Образуват се от единичен, или няколко последователни взрива и нямат връзка с основното вулканично гърло. Характеризират се с незначително развитие на шлаковото образувание, отсъствие на следи от лава, кратък период на изригване и голяма начална експлозивна сила.
Понякога в маарите са разположени шлакови конуси, екструзивни лавови куполи или дори лавови потоци. Те показват, че първоначалното фреатично изригване, което е формирало маара, постепенно е преминало в магмено. Това означава, че водоносният пласт не е могъл да обезпечи приток на достатъчно вода към магмения канал, която да поддържа взривното изригване през цялото време на ерупцията.
През 1894 г. германският геолог и палеонтолог Вилхелм фон Бранка разграничава 4 вида маари – туфови, базалтови, газови и псевдомари. Голяма част от съществуващите в наше време маари не са действащи, а по-скоро реликтови образувания.

## История
Още през 1544 г. за тези вулканични образувания немският учен Себастиан Мюнстер използва старата дума маар, за която предполага, че е производна от латинската mare (море) и е въведена в местния език по време на римската окупация на Западен Айфел.
През 1822 – 1823 г. пруският специалист по леене на стомана A. Stengel, в официални публикации, обяснява механизма за създаване на маар-диатремите, като набляга на необходимостта от контакт между магмата и подземните води. Той описва предизвикващите ги термохидравлични процеси, които днес наричаме силно експлозивни фреатомагматични изригвания. Много по-късно, през 1998 г., те са анализирани и описани в съвременни научни детайли от Ралф Бютнер и Бернд Зимановски.
През годините 1848, 1854 и 1858 г. немският химик Айлхард Мичерлих представя своите вулканологични заключения пред Кралската академия на науките в Берлин. Като резултат от проведените от него наблюдения в Улмен маар, той обяснява формирането на маари с експлозивното взаимодействие между вода и базалтова магма (термохидравлична експлозия). Според него парата се образува на дълбочина над 30 км, където тя е под високо налягане и може да достигне температури до 1000 °C. Тъй като тази прегрята пара е движещата сила за първоначалното изригване, той нарича маарите и маар-диатремите „газови вулкани“. Понеже Мичерлих е известен учен по своето време, трудовете му имат голямо влияние върху вулканолозите от по-късните периоди и идеите му са приемани в продължение на много десетилетия.
Ханс Клоос, един от най-влиятелните немски геолози на времето си, поддържа тази теория, като сравнява процеса с проникване на куршум през дъска и последващото разрушение. Така това разбиране е широко прието до втората половина на 20 век.

## Образуване
Образуването на маари е свързано с процесите на високоексплозивното взаимодействие между издигащата се нагоре гореща магма и подземните води. Затова тяхното присъствие е индикатор за фреатомагматичен механизъм на изригването. Едно от условията за формирането на маари е обилният водоносен хоризонт да бъде разположен достатъчно близо до повърхността, на по-малко от 100 м. Ако той е на по-голяма дълбочина, високото литохидростатично налягане пречи на взривното взаимодействие между магмата и водата.
Когато магмата достигне до достатъчно количество подземни води, протичат мигновени промени в обема, възникващи при преобразуването на водата в пара. При моменталното прегряване 1 м3 вода се превръща в 1600 м3 пара. Възникналата експлозия раздробява лежащите над контакта пластове и ги изхвърля във въздуха заедно със скални отломки, пара, вода, пепел, вулканични бомби и други. Изхвърленият материал обикновено излита право нагоре и при падането си се натрупва около отвора, образувайки пръстена от тефра. Ако тефрата се литифицира, тя се превръща в скала, известна като вулканичен туф.
Някои магми съдържат огромни количества разтворен газ – понякога до няколко процента от общото тегло. Този газ се намира под много високо налягане, тъй като магмата е под земната повърхност. По време на фреатично изригване и образуването на маар, скалата над магмената камера се взривява. Това внезапно намалява литостатичния натиск върху магмата и разтворения в нея газ. Мигновеното спадане на налягането предизвиква незабавно разширяване на разтворените газове. Когато силата на дегазиране на магмата се добави към експлозивната сила на парата, изригването повишава мощността си. Този процес е известен като фреатомагматично изригване.
В зоната в центъра на експлозията се образува куха камера, която преминава към отдушника. Поради факта, че скалите над нея вече са разрушени, взривният отвор се превръща във фуния на маар. Когато релефът е пресечен от пукнатини, маарите се разполагат в най-ниската част на пролуката, а в най-високата се образуват шлакови конуси и лавови потоци. След като вулканичната активност се прекрати, кратерът на маара частично се запълва със скалните материали, откъснати от стените му, и вулканичен материал, който се е плъзнал надолу от туфовите стени. И накрая, пресни потоци от подземни води или дъжд напълват фунията с вода и образуват езеро.
Маарите обикновено се образуват от множество експлозии. Първоначално може да има няколко едновременни експлозии на различни дълбочини. След първите експлозии подземните води от околните терени започват да се оттичат към кратера и подхранват допълнителни взривове. Те продължават, докато снабдяването с подземни води не свърши или източникът на магма не бъде изчерпан или охладен. Например изригването през 1977 г. в кратера на Източния Укирек маар в Аляска, се състои от поредица от експлозии, продължили десет дни.

## Маар-диатрема
Маарите често се срещат в комбинация с диатреми. Диатремата продължава надолу под маара и достига до коренната зона на депозитите. Комбинацията може да се наблюдава както при исторически изригвания с дълбоко ерозирали маари, така и при съвременно формирани диатремни структури. Маар-диатремните изригвания са епизодични, а изхвърлените пръстени предоставят ценна информация за последователността на еруптивните процеси.

## Разпростанение
Маарите са широко разпространени в много вулканични райони на света. Срещат се както във вулканични полета, така и по склоновете на стратовулкани, на местата, където се е случило взривно изригване. Най-големите маари на Земята се намират на полуостров Сюард в Аляска. Най-големият брой маари са концентрирани в планината Айфел в Северен Рейн-Вестфалия, Германия и в Централния масив във Франция.

### Полуостров Сюард, Аляска
Необичайно големите маари Еспенберг се намират на вулканично поле в централната част на полуостров Сюард, разположен в западната половина на Аляска. Състоят се от 4 отделни маара, всеки вдълбан на 100 – 300 м в плейстоценските седименти и лави. Диаметрите им достигат до 8000 м, а дълбочината – до 300 м. И четирите са запълнени с езера. Повечето от тях са кръгли, до леко елипсовидни, с изключение на този на Дяволската планина, който е най-големият известен маар в света.
Радиовъглеродното датиране, заедно с хронологията на развитието на тефрата и относителната възраст, базирана на оценката на степента на ерозия и утаяване, определят формирането им към 17 500 г. пр.н.е. Образувани са когато възходящата базалтова магма достига до вечно замръзналата земя, вследствие на получената силна фреатична експлозия. Тя бурно протича под вечната замръзналост, чиято дебелина там е над 100 м. Взривът е толкова силен, че тефрата се разпространява върху площ от около 2500 квадратни километра. Близо до маара тя е с дебелина няколко десетки метра и намалява с отдалечаването от него. Смята се, че бавното, но постоянно снабдяване със замръзнала вода допринася за огромния размер на тези маари.

### Планината Айфел, Германия
В германската планина Айфел са преброени над 70 маара, които са уникални природни образувания за Централна Европа. Десет от тях и до днес са пълни с вода, а останалите вече са задръстени с тиня. Преди около 10 000 години, в девонския масив на Айфел става силно фреатомагматично изригване, което образува гигантския маар Улмен. Постепенно той е запълнен с вода и е създадено красивото едноименно езеро. Езерата, присъстващи в част от маарите, са наречени общо „Очите на Айфел“. Това са Улмен, Вайнфелдер, Пулвермаар, Холцмаар, Меерфелдер, Gemündener, Schalkenmehrener и Immerather.
Особено интересен е Екфелдер маар, който е образуван преди повече от 45 милиона години и е най-старият от всички маари в Айфел. Той е като уникален геоложки архив, който документира естествените колебания в климата и тяхното въздействие върху флората и фауната за период от 250 000 години. Освен това е важен обект с множество останки от изкопаеми микро и макро фосили, представители на фауната и флората, някои от тях много добре запазени. Открити са над 25 000 вкаменелости. В него паелеонтолозите намират някои сензационни вкаменелости, като например скелета на „древния кон от Екфелдер“.